# Acordo sobre Subsídios e Medidas Compensatórias
O Acordo sobre Subsídios e Medidas Compensatórias (ASMC) é um acordo multilateral que faz parte do regime multilateral de comércio da Organização Mundial do Comércio (OMC). Trata da caracterização de um subsídio prejudicial às relações de comércio internacional e de como este pode ser combatido. Entrou em vigor em 1995 e tem sido bastante acionado, inclusive pelo Brasil.